# Osteodes fumida
Osteodes fumida är en fjärilsart som beskrevs av Edward P. Wiltshire 1980. Osteodes fumida ingår i släktet Osteodes och familjen mätare. Inga underarter finns listade i Catalogue of Life.